# Fuirena arenosa
Fuirena arenosa är en halvgräsart som beskrevs av Robert Brown. Fuirena arenosa ingår i släktet Fuirena och familjen halvgräs.
Artens utbredningsområde är Queensland. Inga underarter finns listade i Catalogue of Life.